# Robert Hays

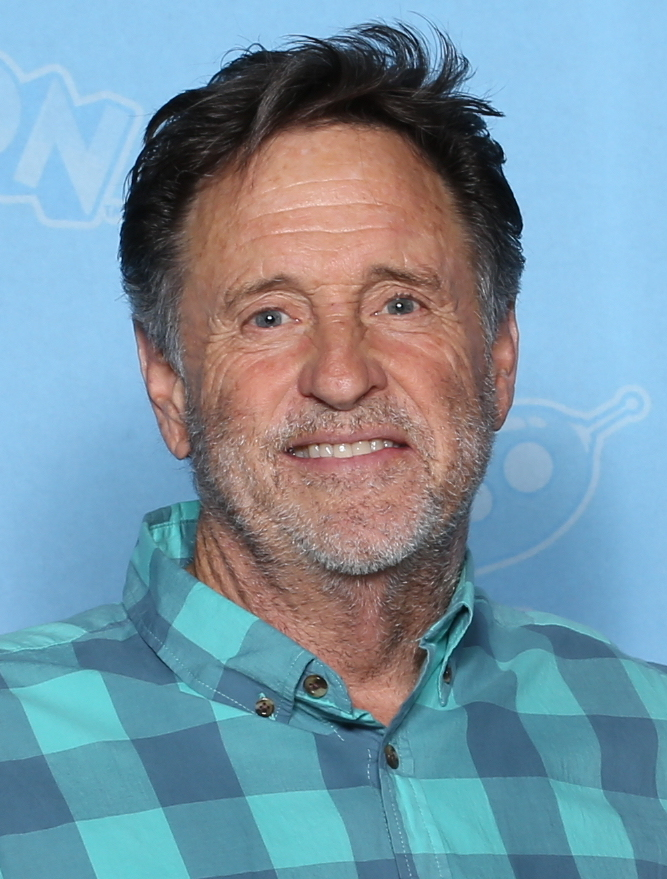
Robert Hays (2019)

Robert Hays (* 24. Juli 1947 in Bethesda, Maryland) ist ein US-amerikanischer Schauspieler.

## Leben
Nach seinem Studienabschluss an der San Diego State University stand Hays als Schauspieler zunächst in San Francisco auf der Theaterbühne. Ab Mitte der 1970er-Jahre war er regelmäßig in Fernsehrollen zu sehen, beispielsweise als Dr. Benson in der Sitcom Angie. International bekannt wurde Hays vor allem durch die Komödien Die unglaubliche Reise in einem verrückten Flugzeug (1980) und Die unglaubliche Reise in einem verrückten Raumschiff (1982), in denen er als Pilot Ted Striker ein Flugzeug bzw. Raumschiff vor dem Absturz bewahren muss. Seine nachfolgenden Film- und Fernsehprojekte waren meist von eher schlechter Qualität und nicht sehr erfolgreich, sodass Hays größerer Starruhm verwehrt blieb.
Eine weitere bekannte Rolle übernahm er in der Science-Fiction-Fernsehserie Der Mann vom anderen Stern (engl. Starman), basierend auf dem gleichnamigen Kinofilm mit Jeff Bridges, in der er den außerirdischen Vater von Scott Hayden (gespielt von C. B. Barnes) verkörperte. 1989 war er Hauptdarsteller der kurzlebigen Serie FM über den Besitzer einer Radiostation. In den 1990er-Jahren spielte er häufiger in familienfreundlichen Filmen, darunter wohl am bekanntesten der Disney-Film Zurück nach Hause – Die unglaubliche Reise von 1993. Mit der Jahrtausendwende ließen die Rollenangebote für Hays zunehmend nach und er steht seither nur noch gelegentlich vor der Kamera, in bisweilen sich selbst parodierenden Rollen wie in Sharknado 2 aus dem Jahr 2014.
Hays war von 1990 bis zur Scheidung 1997 mit der Musikerin Cherie Currie verheiratet, mit der er einen Sohn hat. Im deutschsprachigen Raum lieh ihm unter anderem der Synchronsprecher Randolf Kronberg seine Stimme.

## Filmografie (Auswahl)
- 1975: Detektiv Rockford – Anruf genügt (The Rockford Files; Fernsehserie, eine Folge)
- 1976: Die Straßen von San Francisco (The Streets of San Francisco; Fernsehserie, eine Folge)
- 1976: Wildes neues Land (Young Pioneers, Fernsehfilm)
- 1977: Wonder Woman (Fernsehserie, eine Folge)
- 1978: Love Boat (The Love Boat, Fernsehserie, eine Folge)
- 1979–1980: Angie (Fernsehserie, 36 Folgen)
- 1980: Die unglaubliche Reise in einem verrückten Flugzeug (Airplane!)
- 1981: Ein Senkrechtstarter kratzt die Kurve (Take This Job and Shove It)
- 1981: Das Fort der Hoffnung (California Gold Rush)
- 1982: Die unglaubliche Reise in einem verrückten Raumschiff (Airplane II: The Sequel)
- 1983: Trenchcoat
- 1983: Bob contra Company (Utilities)
- 1984: Scandalous
- 1985: Katzenauge (Cat’s Eye)
- 1986–1987: Der Mann vom anderen Stern (Starman; Fernsehserie; 22 Folgen)
- 1987: Irre jagen Irre (Murder by the Book; Fernsehfilm)
- 1989: Flitzerwochen (Honeymoon Academy)
- 1989–1990: FM (Fernsehserie, 13 Folgen)
- 1990: Wettlauf mit der Zeit (Running Against Time, Fernsehfilm)
- 1992: Double Force (Fifty/Fifty)
- 1992: Die Schokoladenprinzessin (Chocolate, Fernsehfilm)
- 1993: Mach doch mal den Abwasch, Paps (No Dessert, Dad, Till You Mow the Lawn)
- 1993: Zurück nach Hause – Die unglaubliche Reise (Homeward Bound: The Incredible Journey)
- 1993: Partners (Kurzfilm)
- 1994: Good Cop, Bad Cop (Raw Justice)
- 1994: No Dessert, Dad, Till You Mow the Lawn
- 1994: Angriff der Killerbienen (Deadly Invasion: The Killer Bee Nightmare, Fernsehfilm)
- 1995: Danielle Steel: Verlorene Spuren (Vanished, Fernsehfilm)
- 1995: Cyber Bandits
- 1996: Ein tierisches Trio – Wieder unterwegs (Homeward Bound II: Lost in San Francisco)
- 1996: Entführt aus Leidenschaft (The Abduction, Fernsehfilm)
- 1996: Unabomber – Die Bestie des Terrors (Unabomber: The True Story, Fernsehfilm)
- 1996: Ein Hauch von Himmel (Touched by an Angel; Fernsehserie, eine Folge)
- 1996: Und täglich grüßt der Weihnachtsmann (Christmas Every Day, Fernsehfilm)
- 1997: Ein Wink des Himmels (Promised Land; Fernsehserie, eine Folge)
- 1997: Heimkehr der Liebe – Das Weihnachtswunder von St. Nicholas (I’ll Be Home for Christmas, Fernsehfilm)
- 1998: Kelly Kelly (Fernsehserie, sieben Folgen)
- 1998: Time Out – Richter der Zeit (Nightworld: 30 Years to Life, Fernsehfilm)
- 1999: Outer Limits – Die unbekannte Dimension (The Outer Limits; Fernsehserie, eine Folge)
- 2000: Dr. T and the Women
- 2000: Die wilden Siebziger (That ’70s Show; Fernsehserie, zwei Folgen)
- 2001: Sex and a Girl (Alex in Wonder)
- 2001: Das 4-Pfoten-Hotel (The Retrievers, Fernsehfilm)
- 2002: Chaos City (Spin City; Fernsehserie, eine Folge)
- 2002: Verrückte Weihnachten (The Santa Trap, Fernsehfilm)
- 2007: Universal Remote
- 2008: Superhero Movie
- 2013: Paranormal Movie
- 2014: Sharknado 2 (Sharknado 2: The Second One, Fernsehfilm)
- 2019: Boonville Redemption